# Musa Manzini
Musa Manzini (* 30. Mai 1971 in Inanda; † 15. Mai 2023) war ein südafrikanischer Jazzmusiker (E-Bass, Kontrabass, Komposition).

## Karriere
Manzini wuchs auf dem Gebiet der späteren Provinz KwaZulu-Natal auf. 1986 zog er nach Kapstadt, um dort zunächst die Highschool zu besuchen. Dort begann er mit dem Gitarrenspiel. Dann wechselte er zum Bass und studierte Musikwissenschaften mit dem Schwerpunkt auf Komposition und Instrumentation. Nach seinem Bachelorstudium verbrachte er drei Jahre als Teilzeitdozent an der Universität Kapstadt und unterrichtete elektrischen und akustischen Bass, Jazztheorie und Improvisation, während er gleichzeitig als Session-Musiker im ganzen Land mit Musikern wie René McLean, Jimmy Dludlu, Jonathan Butler, Gavin Minter, Nhlanhla Magagula, Kevin Gibson, Mark Goliath, Judith Sephuma, Winston Ngozi, Sipho Mabuse, Menyatso Mathole, Selaelo Selota, Joe McBride und dem UCT Jazz Orchestra auftrat und aufnahm. Als Bassist ist er besonders durch Sipho Gumede, Stanley Clarke, Marcus Miller und John Patitucci geprägt.
Im Jahr 2000 veröffentlichte Manzini sein Debütalbum New Reflections bei BMG Records Africa und wurde gleichzeitig von Mfundi Vundla in die Film- und Fernsehbranche eingeführt, wo er als Studiomusiker die Musiken für Serien einspielte. 2002 erschien sein zweites Album Tributes and Memories bei Gallo Jazz, das auf nationaler und internationaler Ebene große Beachtung fand. 2004 folgte sein Album My Bass und 2007 Simply Life, das den Hit Esikhawini enthielt.
Manzini ist in vielen Kontinenten und Ländern aufgetreten, so auch beim North Sea Jazz Festival und in New Orleans. Er setzte 2010 seine Karriere nach zwei Operationen zur Entfernung eines Hirntumors fort; 2013 erschien das Album Trust in Love.